# Ezio Gianola
Ezio Moreno Gianola (Lecco, 13 giugno 1960) è un pilota motociclistico italiano ritiratosi dall'attività agonistica.

## Carriera
Dopo aver vinto il titolo italiano Juniores categoria TT4 nel 1981 con una Villa, fece il suo esordio nel campionato Europeo del 1983 in 125, con una MBA gestita dal "team Italia" della FMI. In quell'anno ottenne 4 vittorie (in Spagna, Gran Bretagna, Cecoslovacchia e Germania Ovest) che gli valsero il secondo posto in classifica. In quell'anno ebbe anche la possibilità di partecipare al GP delle Nazioni a Monza, terminandolo al terzo posto dopo aver lottato a lungo per la vittoria con i garellisti Ángel Nieto e Eugenio Lazzarini.
Il 1984 vide il pilota lecchese diventare Campione italiano della 125, oltre a disputare alcune gare del Mondiale della ottavo di litro (14º a fine stagione). Nell'anno seguente Gianola riuscì ad ottenere un contratto da pilota ufficiale con la Garelli, affiancando Fausto Gresini: Gianola fu di nuovo Campione italiano e 4º nel Mondiale, ottenendo la sua prima vittoria al GP di Francia.
Dopo una stagione '86 incolore, in sella a una MBA privata, nel 1987 Gianola venne ingaggiato dalla Honda, per sviluppare la nuova RS125 in vista della stagione '88, a partire dalla quale le 125 avrebbero potuto avere solo un cilindro a seguito di una modifica regolamentare. In quell'anno corse anche in 250, non andando a punti.
Il 1988 fu la miglior stagione per Gianola nel Mondiale, secondo dietro alla Derbi di Jorge Martínez, con due vittorie (Germania e Gran Bretagna). L'anno seguente il centauro lecchese vinse ancora due GP (in Giappone e al Nazioni), terminando al terzo posto il Mondiale della 125 e rivincendo il titolo italiano nella stessa categoria.
Nel 1990 Gianola lasciò la Honda per la Derbi. La stagione per l'italiano fu disastrosa, non riuscendo ad ottenere neanche un punto. Andò poco meglio l'anno successivo (16º). Ingaggiato dal team "Semprucci IDM" nel 1992, finì il Mondiale della 125 al 4º posto, con 4 vittorie (Italia, Europa, Olanda e Francia).
La sua ultima stagione nel Mondiale fu nel 1993, terminata al dodicesimo posto con una Honda 125 del team "Daytona Pit-Lane Racing".
Non trovando un contratto alla fine del 1993, nel 1994 si ritira dalle corse. Gianola si è poi dedicato all'attività di opinionista e conduttore di diverse trasmissioni televisive di argomento motoristico. Nel 2008 ha fondato una società attiva nel settore del management sportivo.

## Risultati nel motomondiale
| 1983 | Classe | Moto |    |   |   |   |   |   |   |   |   |   |   |   |  |  |  | Punti | Pos. |
| ---- | ------ | ---- | -- | - | - | - | - | - | - | - | - | - | - | - |  |  |  | ----- | ---- |
| 1983 | 125    | MBA  | NE | - | 3 | - | - | - | - | - | - | - | - | - |  |  |  | 10    | 18º  |

| 1984 | Classe | Moto |    |     |    |    |   |   |    |   |    |   |   |   |  |  |  | Punti | Pos. |
| ---- | ------ | ---- | -- | --- | -- | -- | - | - | -- | - | -- | - | - | - |  |  |  | ----- | ---- |
| 1984 | 125    | MBA  | NE | Rit | 10 | NE | - | - | NE | - | NE | - | - | 5 |  |  |  | 7     | 14º  |

| 1985 | Classe | Moto    |    |   |     |   |   |    |   |  |   |     |   |   |  |  |  | Punti | Pos. |
| ---- | ------ | ------- | -- | - | --- | - | - | -- | - |  | - | --- | - | - |  |  |  | ----- | ---- |
| 1985 | 125    | Garelli | NE | 4 | Rit | 2 | 3 | NE | 2 |  | 1 | Rit | 4 | 2 |  |  |  | 77    | 4º   |

| 1986 | Classe | Moto |   |     |   |   |    |   |   |     |   |     |     |   |  |  |  | Punti | Pos. |
| ---- | ------ | ---- | - | --- | - | - | -- | - | - | --- | - | --- | --- | - |  |  |  | ----- | ---- |
| 1986 | 125    | MBA  | 3 | Rit | 3 | 2 | NE | 3 | 6 | Rit | 9 | Rit | Rit | 4 |  |  |  | 57    | 5º   |

| 1987 | Classe | Moto  |    |   |    |    |     |    |    |   |   |     |   |   |   |    |    | Punti | Pos. |
| ---- | ------ | ----- | -- | - | -- | -- | --- | -- | -- | - | - | --- | - | - | - | -- | -- | ----- | ---- |
| 1987 | 125    | Honda | NE | 6 | 26 | NQ | Rit | NE | 14 | 2 | 5 | Rit | 4 | 4 | 5 | NE | NE | 45    | 6º   |

| 1988 | Classe | Moto  |    |    |     |    |   |   |   |   |   |   |   |   |   |   |    | Punti | Pos. |
| ---- | ------ | ----- | -- | -- | --- | -- | - | - | - | - | - | - | - | - | - | - | -- | ----- | ---- |
| 1988 | 125    | Honda | NE | NE | Rit | NE | 3 | 1 | 2 | 2 | 2 | 2 | 2 | 1 | 2 | 5 | NE | 168   | 2º   |

| 1989 | Classe | Moto  |   |   |    |   |   |   |   |    |     |   |   |   |   |   |    | Punti | Pos. |
| ---- | ------ | ----- | - | - | -- | - | - | - | - | -- | --- | - | - | - | - | - | -- | ----- | ---- |
| 1989 | 125    | Honda | 1 | 5 | NE | 4 | 1 | 2 | - | NE | Rit | 2 | 3 | 3 | - | 6 | NE | 138   | 3º   |

| 1990 | Classe | Moto  |     |    |   |   |   |   |   |   |   |   |   |   |   |   |   | Punti | Pos. |
| ---- | ------ | ----- | --- | -- | - | - | - | - | - | - | - | - | - | - | - | - | - | ----- | ---- |
| 1990 | 125    | Derbi | Rit | NE | - | - | - | - | - | - | - | - | - | - | - | - | - | 0     |      |

| 1991 | Classe | Moto  |     |   |    |     |   |    |    |     |    |     |     |    |    |    |  | Punti | Pos. |
| ---- | ------ | ----- | --- | - | -- | --- | - | -- | -- | --- | -- | --- | --- | -- | -- | -- |  | ----- | ---- |
| 1991 | 125    | Derbi | Rit | 4 | NE | Rit | 4 | NP | 22 | Rit | 13 | Rit | Rit | 13 | NP | NE |  | 32    | 16º  |

| 1992 | Classe | Moto  |   |   |    |    |   |   |   |   |    |   |    |    |   |  |  | Punti | Pos. |
| ---- | ------ | ----- | - | - | -- | -- | - | - | - | - | -- | - | -- | -- | - |  |  | ----- | ---- |
| 1992 | 125    | Honda | 4 | 9 | 18 | 10 | 1 | 1 | 5 | 1 | 11 | 1 | 12 | 10 | 8 |  |  | 105   | 4º   |

| 1993 | Classe | Moto  |     |     |     |     |   |   |   |   |    |     |    |   |   |    |  | Punti | Pos. |
| ---- | ------ | ----- | --- | --- | --- | --- | - | - | - | - | -- | --- | -- | - | - | -- |  | ----- | ---- |
| 1993 | 125    | Honda | Rit | Rit | Rit | Rit | 4 | 6 | 7 | 8 | 23 | Rit | 15 | 7 | 9 | 14 |  | 59    | 12º  |

| Legenda | 1º posto        | 2º posto            | 3º posto            | A punti      | Senza punti        | Grassetto – Pole position Corsivo – Giro più veloce |
| Legenda | Gara non valida | Non qual./Non part. | Ritirato/Non class. | Squalificato | '-' Dato non disp. | Grassetto – Pole position Corsivo – Giro più veloce |